# Danasari (Bojong)
Danasari is een bestuurslaag in het regentschap Tegal van de provincie Midden-Java, Indonesië. Danasari telt 3265 inwoners (volkstelling 2010).